# 萨塞鲁埃拉
萨塞鲁埃拉，是西班牙卡斯蒂利亚-拉曼恰雷阿尔城省的一个市镇。 总面积247平方公里，总人口713人（2001年），人口密度3人/平方公里。